# Stellenbosch (wijndistrict)

Wijndegustatie in het Waterford wijnlandgoed

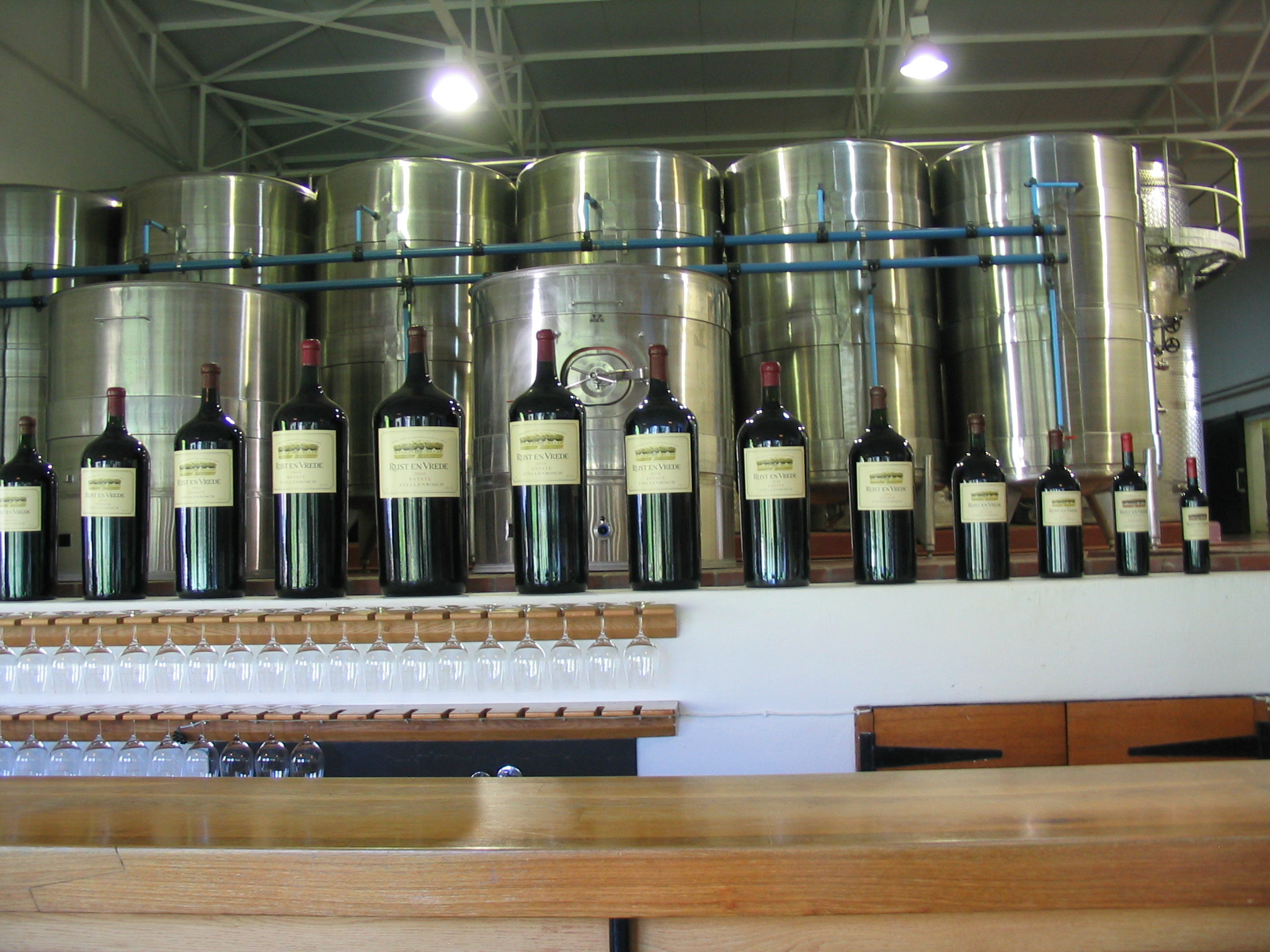
Wijndegustatiecentrum in het Rust en Vrede wijnlandgoed

Stellenbosch is een wijndistrict in Zuid-Afrika, genoemd naar de stad Stellenbosch. Het is vooral bekend om zijn rode assemblagewijnen van de nobele druivenrassen. Het district behoort tot de wijnregio Coastal Region in de West-Kaap. Het gebied wordt omgeven door bergen: Simonsberg in het noordoosten, Jonkershoek in het oosten, de Hottentots-Holland en Helderberg in het zuidoosten en de Papagaaiberg in het westen. In het algemeen wordt Stellenbosch gezien als het kwalitatief belangrijkste wijndistrict van Zuid-Afrika. In omvang is het het derde gebied en wat betreft ouderdom het tweede na Constantia.

## Historie
Er vindt in dit district al wijnbouw plaats sinds het eind van de 17e eeuw. Toen vestigde Simon van der Stel hier de eerste boerderijen voor de bevoorrading van de VOC. Er werden toen ook de eerste druivenstokken aangeplant. Momenteel zijn er zo'n 150 wijnbedrijven actief. Er is een wijnroute waarbij vrijwel al deze wijnbedrijven zijn aangesloten. Het is een van de grootste toeristische attracties in dit gebied.

## Terroir
Bijzonder voor het terroir van Stellenbosch is de nabijheid van de koele oceaan en de bodem. De bodem bestaat uit Hutton en Clovely zoals het terplaatse wordt genoemd. Dat zijn volledig vergaande en verweerde vormen van graniet die goed vocht vast houden. Hutton is rood van kleur en Clovely geel. Daarnaast is het gehalte aan klei hoog. De koude golfstroom van de Atlantische Oceaan zorgt voor een koele bries die via False Bay Stellenbosch bereikt. De koelste terroirs zijn ten zuiden van Stellenbosch en op de Helderberg in de zuidoostkant bij Somerset West. Meer het binnenland in is het warmer zoals bij Sommersberg ten noorden van Stellenbosch. De gemiddelde neerslag bedraagt 600–800 mm per jaar.

## Wards
De terroirverschillen hebben aanleiding gegeven tot het benomen van verschillende wards die op hun beurt weer kunnen bestaan uit diverse estates. 
- Banghoek
- Bottelary
- Devon Valley
- Jonkershoek Valley
- Papegaaiberg
- Polkadraai Hills
- Simonsberg-Stellenbosch met o.a. de estates: 
  - Glenelly
  - Kanonkop
  - Rustenburg
  - Warwick

## Druivenrassen
De blauwe druivenrassen Cabernet Sauvignon, Merlot en Shiraz zijn het meest aangeplant. De Merlot wint aan populariteit en wordt steeds meer gebruikt voor mono-cépagewijn. 
De meest aangeplante witte druif is de Sauvignon Blanc, direct gevolgd door de Chenin Blanc.